# Барселона – Тівісса – Валенсія
Барселона – Тівісса – Валенсія – важливий елемент газотранспортної системи Іспанії, що забезпечує маневр ресурсом на північній частині середземноморського узбережжя країни.
Ще наприкінці 1960-х до столиці Каталонії почав надходити природний газ, імпортований за допомогою терміналу для прийому зрідженого природного газу Барселона ЗПГ. Це також створило передумови для подачі ресурсу до інших регіонів країни і в 1979 – 1980 роках спорудили трубопровід Барселона – Тівісса – Валенсія. Він мав загальну довжину 385 кілометрів та складався із двох ділянок – до Тівісси завдовжки 159 кілометрів з діаметром 600 мм та від Тівісси до Валенсії довжиною 226 кілометрів з дещо більшим діаметром 650 мм. Для трубопроводу обрали робочий тиск у 7,2 МПа.
В 2008 – 2008 роках північну частину системи підсилили другою ниткою, що на ділянці довжиною 72 кілометра від Барселони до Баньє́рас (неподалік від потужного індустріального центру Таррагона) має діаметр 900 мм, а на ділянці довжиною 90 кілометрів від Баньє́рас до Тівісси виконана в діаметрі 650мм.
Протранспортований ресурс може передаватись до газопроводу Тівісса – Аро – Бергара (що прямує по долині Ебро і далі до Басконії), а також для живлення ТЕС Таррагона компанії E.ON, ТЕС Таррагона компанії Iberdrola, ТЕС Плана-дель-Вент, ТЕС Кастельйон, ТЕС Сагунто. 
З плином часу виникли передумови для реверсування південної частини системи. Так, з другої половини 1990-х з'явилось сполучення з газопроводом Картахена – Валенсія, а в 2007-му дещо північніше Валенсії почав роботу термінал для імпорту ЗПГ Сагунто. При цьому в 2011 – 2012 роках на ділянці Валенсія – Тівісса додали лупінг довжиною 162 кілометра та діаметром 1000 мм.